# Filter (wiskunde)
Het wiskundige begrip filter wordt in de topologie gebruikt om de convergentie van rijen te veralgemenen. In metrische ruimten wordt de topologische structuur volledig vastgelegd door de convergente rijen (een verzameling is gesloten als en slechts als ze alle limieten van haar eigen rijen bevat), maar in algemenere topologische ruimten is dit niet meer waar.
Behalve filters kunnen ook netten gebruikt worden om convergentie in algemene topologische ruimten te onderzoeken.

## Definitie
Zij {\displaystyle X} een verzameling. Een filter op {\displaystyle X} is een familie {\displaystyle {\mathcal {F}}} van deelverzamelingen van {\displaystyle X} die aan de volgende vier voorwaarden voldoet:
1. {\displaystyle {\mathcal {F}}\neq \emptyset } (niet leeg)
2. {\displaystyle {\mathcal {F}}\neq {\mathcal {P}}(X)} (echt, dat wil zeggen niet alle deelverzamelingen)
3. {\displaystyle V,W\in {\mathcal {F}}\implies V\cap W\in {\mathcal {F}}} (gesloten onder eindige doorsnede)
4. {\displaystyle V\in {\mathcal {F}}\land V\subset W\subset X\implies W\in {\mathcal {F}}}

In het licht van de vierde voorwaarde is de tweede voorwaarde gelijkwaardig met de eis dat {\displaystyle \emptyset \notin {\mathcal {F}}.}

### Voorbeelden
Zij {\displaystyle A} een niet-lege deelverzameling van {\displaystyle X}. De familie {\displaystyle {\mathcal {F}}=\left\{B\subset X|A\subset B\right\}} is een filter op {\displaystyle X}.
Zij {\displaystyle (X,{\mathcal {T}})} een topologische ruimte, en {\displaystyle x\in X}. Het omgevingenfilter van {\displaystyle x} is de collectie {\displaystyle {\mathcal {V}}_{x}} van alle omgevingen van {\displaystyle x}:
{\displaystyle {\mathcal {V}}_{x}=\left\{A\subset X|\exists U\in {\mathcal {T}}:x\in U\subset A\right\}}

## Verwante definities
Zijn {\displaystyle X} een verzameling. Een filterbasis op {\displaystyle X} is een familie {\displaystyle {\mathcal {B}}} die aan de volgende drie voorwaarden voldoet:
1. {\displaystyle {\mathcal {B}}\neq \emptyset }
2. {\displaystyle {\mathcal {B}}\neq {\mathcal {P}}(X)}
3. {\displaystyle V,W\in {\mathcal {B}}\implies \exists U\in {\mathcal {B}}:U\subset V\cap W}

Het woord 'basis' vindt zijn verantwoording in het feit dat een filterbasis op unieke wijze kan worden uitgebreid tot een filter. Daartoe wordt {\displaystyle {\mathcal {B}}} aangevuld met alle deelverzamelingen die een element uit {\displaystyle {\mathcal {B}}} omvatten.
{\displaystyle {\mathcal {F}}:=\left\{V\subset X|\exists U\in {\mathcal {B}}:U\subset V\right\}}.
Men noemt dit het filter voortgebracht door {\displaystyle {\mathcal {B}}}.
Een subbasis voor een filter op {\displaystyle X} is een niet-lege familie {\displaystyle {\mathcal {S}}} van deelverzamelingen van {\displaystyle X} met de eigenschap dat een eindig aantal onder hen steeds een niet-lege intersectie heeft. De verzameling der eindige intersecties van een subbasis is een filterbasis, genaamd de filterbasis voortgebracht door {\displaystyle {\mathcal {S}}.}
Een ultrafilter is een maximaal filter, dat wil zeggen een filter dat niet bevat is in een groter filter op {\displaystyle X}.
Zij {\displaystyle (X,{\mathcal {T}})} een topologische ruimte. Een filter {\displaystyle {\mathcal {F}}} op {\displaystyle X} convergeert naar {\displaystyle x\in X} als {\displaystyle {\mathcal {F}}} het omgevingenfilter {\displaystyle {\mathcal {V}}_{x}} van {\displaystyle x} omvat. De "limiet" {\displaystyle x} hoeft niet uniek te zijn: de uniciteit van filterlimieten is gelijkwaardig met het scheidingsaxioma van Hausdorff.

## Verband met de topologische structuur
De omgevingenfilter van een element {\displaystyle x\in X} ligt ondubbelzinnig vast als de doorsnede van alle filters die naar {\displaystyle x} convergeren. Het begrip "convergent filter" bepaalt dus volledig de topologische structuur van {\displaystyle X}.
Een afbeelding {\displaystyle f:X\to Y} tussen twee verzamelingen beeldt elk filter {\displaystyle {\mathcal {F}}} van {\displaystyle X} af op een filterbasis van {\displaystyle Y}. Het hierdoor voortgebrachte filter van {\displaystyle Y} noteren we {\displaystyle f({\mathcal {F}})}.
Een afbeelding {\displaystyle f:X\to Y} tussen twee topologische ruimten is continu in {\displaystyle x\in X} als en slechts als ze elk filter dat naar {\displaystyle x} convergeert, afbeeldt op een filter dat naar {\displaystyle f(x)} convergeert.
Een topologische ruimte is compact als en slechts als elk ultrafilter convergeert. Dit komt op hetzelfde neer als eisen dat elk filter kan uitgebreid worden tot een convergent filter.

## Verband met convergente rijen
Met iedere rij {\displaystyle (x_{n})_{n\in \mathbb {N} }} in een topologische ruimte {\displaystyle (X,{\mathcal {T}})} associëren we de filterbasis die bestaat uit de staarten van de rij:
{\displaystyle {\mathcal {B}}:=\left\{\{x_{n},x_{n+1},\ldots \}|n\in \mathbb {N} \right\}}
Het filter voortgebracht door deze basis heet het elementair filter voortgebracht door de rij {\displaystyle (x_{n})_{n\in \mathbb {N} }.} Het bestaat uit alle deelverzamelingen van {\displaystyle X} die alle elementen van de rij, op eventueel een eindig aantal na, bevatten.
De rij convergeert naar een punt {\displaystyle x\in X} als en slechts als het filter voortgebracht door {\displaystyle {\mathcal {B}}} de omgevingen van {\displaystyle x} bevat. Dit verantwoordt de definitie van het begrip "convergent filter".